# أدفينلا
أدفينلا (الاسم العلمي: Advenella) هي جنس من البكتيريا، سلبية الغرام، تتبع فصيلة المقليات.

## أصنوفات
الأصنوفات الأدنى لهذا الكائن:
- كود سباركل
- تحديث القائمة

نوع:أدفينلا برازية الخنزير 
اسم علمي: Advenella faeciporci

نوع:أدفينلا قليلة النشاط الكيميائي الحيوي 
اسم علمي: Advenella incenata

نوع:أدفينلا كشميرية 
اسم علمي: Advenella kashmirensis

نوع:أدفينلا ميميغارديفوردينية 
اسم علمي: Advenella mimigardefordensis

نوع:Advenella alkanexedens 
اسم علمي: Advenella alkanexedens

نوع:Advenella bifurcata 
اسم علمي: Advenella bifurcata